# 大秦回族乡
大秦回族乡是中华人民共和国甘肃省平凉市崆峒区下辖的一个民族乡。

## 行政区划
大秦回族乡下辖以下村级行政区划单位：
大秦村、大张村、刘庙村、东阳村、三树村、沙原村、梁东村、梁西村、东九村、苏家村、西九村和腾堡村。